# 대구방촌초등학교
대구방촌초등학교는 대한민국 대구광역시 동구에 있는 초등학교이다.

## 역사
- 1985-03-01 대구방촌초등학교 설립인가
- 1985-03-01 2. 3. 4. 5학년 3학급씩을 대구동촌국민학교에서 인수
- 1985-03-05 1학년 140명 입학, 계 15학급으로 대구동촌국민학교 10개 교실에서 수업
- 1985-03-22 85년육성회 및 이사회 조직, 교표제정 및 패용시작
- 1985-03-27 어머니회 개최
- 1985-06-29 대구방촌초등학교 신축교사 완공으로 개교 개교식 거행, 교기제정 및 첫 게양
- 1985-08-30 정구장 개장
- 1986-03-03 시업식, 6개학년 18학급 편성. 교원 20명, 고용원 3명
- 1986-03-05 입학식, 아동 수 863명
- 1986-05-17 교실증축 공사착공
- 1987-02-17 제1회 졸업식
- 1987-03-02 대구직할시 식생활 시범학교로 지정
- 1988-07-06 식생활개선 시범학교 운영 공개
- 1989-05-26 대구직할시 소년체전 남국부 정구 준우승
- 2002-01-21 수업용 컴퓨터 44대 설치
- 2002-07-16 강당 및 도서실, 교실 준공
- 2003-03-01 대구교육대학교 대용부설초등학교 지정(3년간)
- 2003-06-02~2003-06-28 교생실습시작
- 2003-09-09 후문 및 동쪽 담장(32m) 개체
- 2003-12-01 오가황 조선족 중심 소학교와 자매 결연
- 2006-02-28 체육관 준공
- 2008-01-07 교문 설치
- 2009-02-16 제23회 졸업식(졸업식 누계 4157명)
- 2009-02-20 급식실 및 식당 설치
- 2009-02-28 냉,난방기 (스탠드형에서 천장형으로) 교체(50개)
- 2009-03-01 28학급 편성 (특수학급 포함)
- 2010-02-11 제24회 졸업식(130명) / 졸업식 연인원 4860명
- 2010-02-28 교내 푸른 숲 가꾸기 공사 완료
- 2010-02-28 장애인용 엘리베이터 1대 설치
- 2010-02-28 학교 외벽 공사 완공, 신관 본관 연결 복도 공사 완공
- 2010-03-01 28학급 편성(특수 1학급 포함)
- 2011-02-16 제25회 졸업식(146명) / 졸업식 연인원 5006명
- 2011-03-01 28학급 편성(특수 1학급 포함)
- 2012-02-16 제26회 졸업식(106명) / 졸업식 연인원 5112명
- 2012-03-01 28학급 편성(특수 1학급 포함)
- 2013-02-15 제27회 졸업식(151명) / 졸업식 연인원 5263명
- 2013-03-01 28학급 편성(특수 1학급 포함)
- 2014-02-14 제28회 졸업식(106명) / 졸업식 연인원 5369명
- 2014-03-01 26학급 편성(특수 1학급 포함)
- 2015-02-13 제29회 졸업식(89명) / 졸업식 연인원 5458명
- 2015-03-01 25학급 편성(특수 1학급 포함)